# Middlemarch
Middlemarch – miasto w Nowej Zelandii, na Wyspie Południowej, w regionie Otago.